# Герлах II фон Лимбург
Герлах II фон Лимбург Стари (на немски: Gerlach II von Limburg „der Ältere“; † 14 април 1355, вер. в Лимбург на Лан) е от 1312 г. господар на град Лимбург и шеф на Дом Лимбург. Произлиза от фамилията Изенберг-Лимбург. Хронистът Тилеман Елхен фон Волфхаген го определя в своята Лимбургска хроника от 1402 г. като почтен благородник и най-умният поет на немски и латински.

## Биография
Той е син на Йохан I фон Лимбург (* 1266; † 1312), граф на Изенбург-Лимбург и господар на Лимбург на Лан и околните села, и Уда фон Равенсберг (* 1268/1276; † 1313), дъщеря на граф Ото III фон Равенсберг († 1306) и съпругата му Хедвиг фон Липе († 1315). Внук е на Герлах I фон Лимбург († 1289). Племенник е на римско-немската кралица Имагина фон Изенбург-Лимбург, съпруга на Адолф от Насау.
Герлах II поема управлението след смъртта на баща му Йохан I през 1312 г. Той е роднина с повечето благороднически фамилии в околността.
Герлах помага на император Лудвиг IV Баварски, който от благодарност през 1346 г. дава на град Лимбург писмо за свобода. След смъртта на император Лудвиг през 1347 г. Герлах успява да се сдобри с крал Карл IV, който му признава даренията и правата, дадени му от Лудвиг IV.

## Фамилия
Герлах II се жени два пъти между 1312 и 1314 г.
Първи брак: около 1312 г. с Агнес фон Насау-Зиген († между 20 октомври 1316 – 1318), дъщеря на граф Хайнрих I фон Насау-Зиген († 1343) и Аделхайд фон Хайнсберг и Бланкенберг († 1351). С нея той има децата:
- Йохан (II) († 21 август 1336), женен пр. 1325/1329 г. за Анна фон Катценелнбоген († 1353), дъщеря на Вилхелм I фон Катценелнбоген († 1331) и Аделхайд фон Валдек († 1329)
- Юта († 12 март 1336), омъжена за граф Йохан I (III) фон Катценелнбоген († 1330/1357)

Втори брак: след смъртта на първата му съпруга пр. 20 декември 1323 г. с Кунигунда фон Вертхайм († 1362), дъщеря на граф Рудолф II фон Вертхайм († 1303/1306) и Мехтилд фон Дурн († ок. 1292). С нея той има децата:
- Уда († 1361), омъжена 1336/1338 г. за Вилдграф Герхард II фон Кирбург († 1357)
- Кунигунда († 8 октомври 1386/1389), неомъжена
- Елизабет, монахиня в Кауфунген
- Герлах III фон Лимбург († 1365), последва баща си като господар на Лимбург, женен на 9 ноември 1356 г. за Елизабет фон Фалкенщайн († 1364/1366)
- Рудолф († 1374), ректор в Бюдинген (1340 – 1341), каноник в Трир (1341), Кьолн (ок. 1353) и във Вюрцбург (1353 -1363)
- Йохан III фон Лимбург († 26 януари 1406), каноник в Кьолн и Трир, последва 1365 г. брат си Герлах III като господар на Лимбург, женен през май 1386 г. за Хилдегард фон Сарверден († 1419)
- Ото († 1400), рицар на Немския орден
- Херман († 1365)